# Euphorbia ferganensis
Euphorbia ferganensis är en törelväxtart som beskrevs av Boris Fedtjenko. Euphorbia ferganensis ingår i släktet törlar, och familjen törelväxter. Inga underarter finns listade i Catalogue of Life.